# Stomatepia pindu
Stomatepia pindu, comunemente noto come Pindu, è una specie di ciclidi haplochromini endemica del lago Barombi Mbo nel Camerun occidentale, in pericolo di estinzione.

## Descrizione
Il pindu presenta normalmente un colore nero intenso, che si schiarisce durante il periodo riproduttivo e ancor di più se l'esemplare è stressato. Entrambi i sessi sono simili nel colore. Il corpo è allungato, con testa appuntita e un naso con una bocca relativamente grande. È abbastanza robusto, avendo una profondità del corpo pari al 30,0-37,0% della sua lunghezza. Il sistema di linee laterali sulla testa è notevolmente ingrandito e spesso si evidenzia una serie di macchie scure lungo i lati. La taglia massima osservata per i maschi è di 9.1 centimetri.

## Distribuzione e habitat
È endemico del Lago Barombi Mbo, un lago vulcanico con un diametro di appena 3 miglia nel Camerun occidentale dove solo i primi 40 metri contengono livelli di ossigeno accettabili per ospitare la vita dei vertebrati.

## Abitudini
È un pesce predatore e, secondo quanto riferito, è anche un cleptoparassita del granchio d'acqua dolce Potamon africanus. La deposizione delle uova del pindu è un processo piuttosto semplice: una coppia di pesci lascia il banco principale per deporre le uova direttamente sul substrato, senza costruuire alcun tipo di raschiamento o nido. La femmina depone le uova, il maschio le feconda e poi le femmine le raccolgono in bocca dove vengono trattenute per 3-4 settimane, un comportamento tipico di molte specie di ciclidi, detti incubatori orali.

## Minacce
È minacciato a causa dell'inquinamento e della sedimentazione dovuti alle attività umane. È potenzialmente minacciato anche da grandi emissioni di anidride carbonica (CO2) provenienti dal fondo del lago (vedi lago Nyos), sebbene gli studi indichino che Barombo Mbo non ha quantità eccessive di questo gas, e anche dall'estrazione dell'acqua per rifornire la città in crescita di Kumba e dall'introduzione di specie non autoctone. Tuttavia al momento non ci sono specie ittiche introdotte sul lago Barombi Mbo e la pesca commerciale è vietata.